# Nesohip
El nesohip (Nesohippus insulatus) és una espècie extinta de mamífer notoungulat de la família dels notohípids que visqué a Sud-amèrica durant l'Oligocè. Se n'han trobat restes fòssils a l'Argentina. Es tracta de l'única espècie del gènere Nesohippus. Era un animal herbívor. És considerat un nomen dubium. El nom genèric Nesohippus significa ‘cavall aïllat’.